# Ockje Tellegen
Ockje Caroline Tellegen (Delft, 16 oktober 1974) is een Nederlands voormalig politica namens de Volkspartij voor Vrijheid en Democratie (VVD).

## Biografie
Tellegen werkte als beleidsambtenaar op het ministerie van Buitenlandse Zaken en later was zij gestationeerd op de Nederlandse ambassade in Berlijn. Hierna werd ze van 2006 tot 2012 politiek assistent van Atzo Nicolaï. Tellegen zat vanaf 20 september 2012 in de Tweede Kamer. Zij was vanaf 31 oktober 2017 fractiesecretaris van de VVD en tevens de eerste ondervoorzitter van de Tweede Kamer. Tellegen kwam in december 2021 tijdens een commissievergadering in aanvaring met Sylvana Simons. Zij wilde aan de orde stellen dat collega PVV-Kamerlid Harm Beertema buiten de microfoon opmerkingen maakte die zij als intimiderend ervoer. Tellegen berispte haar vervolgens, waarop Simons een klacht indiende. Kamervoorzitter Vera Bergkamp verdedigde Tellegens handelen later in een brief.
Vanaf 18 maart 2022 was Tellegen met ziekteverlof en werd tot 8 juli vervangen door Chris Simons. Na het zomerreces werd zij vanaf 23 augustus vervangen door Martijn Grevink. Op 14 oktober 2022 maakte ze bekend niet terug te keren en daarmee de Kamer na tien jaar definitief te verlaten. Op 15 november dat jaar nam zij afscheid van de Tweede Kamer en werd zij benoemd tot Ridder in de Orde van Oranje-Nassau.

## Persoonlijk
Tellegen heeft één zoon en drie dochters.